# Muara Mahat Baru
Muara Mahat Baru is een bestuurslaag in het regentschap Kampar van de provincie Riau, Indonesië. Muara Mahat Baru telt 2159 inwoners (volkstelling 2010).